# Зарбдор (Кушониёнский район)
Зарбдор (тадж. Зарбдор) — село в Кушониёнском районе Хатлонской области Республики Таджикистан. Входит в состав джамоата (сельской общины) Ориён Кушониёнского района.
Находится на расстоянии 7 км от райцентра (пгт. им. Исмоила Сомони) и 11 км до центра общины (с. Кахрамон).
Население — 323 чел. (2017).